# توني جونسون (كرة سلة)
توني جونسون (بالإنجليزية: Tony Johnson)‏ مواليد 21 سبتمبر 1991 في فولسوم، هو لاعب كرة سلة أمريكي. بدأ مسيرته الاحترافية في سنة 2013. يلعب مع نادي دين بوش لكرة السلة في الدوري الهولندي لكرة السلة كلاعب هجوم خلفي. يحمل الرقم 11. يبلغ طوله 6 قدم 0 بوصة (1.8 م).